# أنجيلا بولوك
أنجيلا بولوك هي فنانة تشكيلية كندية، ولدت في 1966 في Rainy River, Ontario ‏ في كندا.

## وصلات خارجية
- الموقع الرسمي